# Chimay (formatge)
L’'abadia de Chimay fa referència a l'Abadia de Notre-Dame de Scourmont a Chimay, a la província de Hainaut. Aquesta última, sota el lema "Ora et Labora", produeix les cerveses de Chimay. El formatge trapenc es produeix, no lluny d'aquí, a Baileux sempre sota el control dels monjos. Tots els productes de Chimay porten l'etiqueta «Authentic trappist product» i és membre de l'Oficina de productes valons.

## La història
L'any 1850, el príncep de Chimay va convidar als monjos de l'abadia de Westvleteren (Flandes Occidental) a fundar un nou monestir cistercenc. L'any 1857, gràcies a un parell de vaques, els monjos van començar la fabricació de mantega
Des de l'any 1876 comença l'afinat i maduració del formatge pels monjos trapencs de Scourmont.
L'any 1982 una nova fàbrica de formatge veu la llum del dia prop de la planta d'embotellat a Baileux.
El primer formatge rentat amb cervesa es va llançar l'any 1986. Des de llavors, la gamma de formatges de Chimay continua desenvolupant-se.
L'any 2013 la producció va aconseguir les mil tones de formatge a l'any, dels quals 800 tones es consumeixen a Bèlgica.

## Varietats
- «Grand Chimay», fet a base de pasteuritzada i madurat durant tres setmanes.
- «Chimay grand cru», formatge madurat durant quatre setmanes.
- «Vieux Chimay» formatge de pasta dura madurat almenys sis mesos, pel qual s'utilitza llet recol·lectada en els mesos d'estiu. Té un sabor que recorda a fruita seca amb un lleuger toc amarg. Recorda a un gouda vell.
- «A la Chimay Rouge», formatge de pasta tova rentat amb cervesa Chimay Rouge. Madurat durant dues setmanes. Els llúpols de la cervesa li donen un toc amarg.
- «A la Chimay Bleue», formatge de pasta tova rentat amb cervesa Chimay Bleue. Madurat durant dues setmanes. Els llúpols de la cervesa li donen un toc amarg.
- «Chimay Vaig daurar», formatge tou madurat per dues setmanes.
- «Poteaupré», formatge amb llet sencera, de pasta semidura, presurada, no cuita i afinada durant 4 setmanes. La seva escorça rentada, de color ocre es cobreix d'una fina flor blanca.
- «Mont du Secours», formatge d'aroma franca, de pasta suau i tova, escorça de color taronja cobert d'una flor blanca, cremós i de gran untuositat.